# Bane Minić
Branimir Bane Minić (Beograd, 1938) je srpski akademski slikar.

## Biografija
Rođen je 1938. godine u Beogradu. Završio je Akademiju likovnih umetnosti i postdiplomske studije u klasi profesorke Ljubice Sokić 1964. Pripada najmlađoj generaciji beogradskih slikara nefigurativnog smera, zainteresovan je za geometrizovane i apstraktne oblike. Prvu izložbu je održao u Oktobarskom salonu 1963, a sledeće godine je postao član Udruženja likovnih umetnika Srbije. Samostalno je izlagao u Beogradu 1964, 1967, 1969. i 1972. i Zrenjaninu 1972. godine. Učestvovao je na grupnim izložbama u zemlji i inostranstvu, izložbama ULUS-a 1964—1973, Oktobarskog salona 1964—1973, kolonija Subotice, Ečke, Počitelja i Rima, izložbama u Ljubljani, Užicu, Čačku, Kragujevcu, Nišu, Prištini i Firenci 1967. i Sofiji 1968. i izložbi „Anale” u Poreču 1972. godine. Smatra se jednim od osnivača Skadarlije kao umetničke četvrti. Za bronzani reljef Skadarlije, koju je pravio u znak bratimljenja Skadarlije i boemske četvrti na Monmartru, u Parizu je odlikovan titulom Viteza od Monmartra. Dobitnik je nagrade Akademije likovnih umetnosti u Beogradu i nagrade povodom Dana beogradskih studenata 1964, nagrade ULUS-a 1968. i nagrade „Zlatna paleta” 1986. godine. Njegove slike se nalaze po muzejima i galerijama u Srbiji i regionu, na njima dominiraju pejzaži i portreti. Rad na pejzažima je razvijao u dve etape, u prvoj je naglašena lična vizija koja u prvom trenutku nije lako shvatljiva za posmatrača, a u kasnijem periodu je nastojao da bude konkretniji pa је radio predele slika u vidu lakih studija, nalik na skice u tehnici uljanih pastela. Od 22. maja do 4. juna 2013. je u galeriji ULUS-a, u Knez Mihailovoj ulici, izložbom obeležio svojih pedeset godina umetničkog stvaralaštva. Živeo je nevenčano osam godina sa glumicom Nedom Spasojević do njene smrti, sa njom ima ćerku, takođe glumicu, Isidoru Minić.

## Literatura
- Prolećna izložba 2009 - Paviljon Cvijeta Zuzorić (pdf). Beograd: ULUS. 2009. стр. 6—. ISBN 978-86-82765-59-2. Приступљено 03. 10. 2013.